# シュウェップス・コーラ
シュウェップス・コーラはイギリスのシュウェップス社のコーラ。
日本では朝日麦酒（現・アサヒビール、アサヒ飲料）から1988年ごろに発売されたが、日本での知名度の低さから売れず、1997年ごろに姿を消した。
その後、日本でのシュウェップスの権利はアサヒビールからUCC、さらにコカ・コーラと移り変り今へ至る。